# Falklandi gőzhajóréce

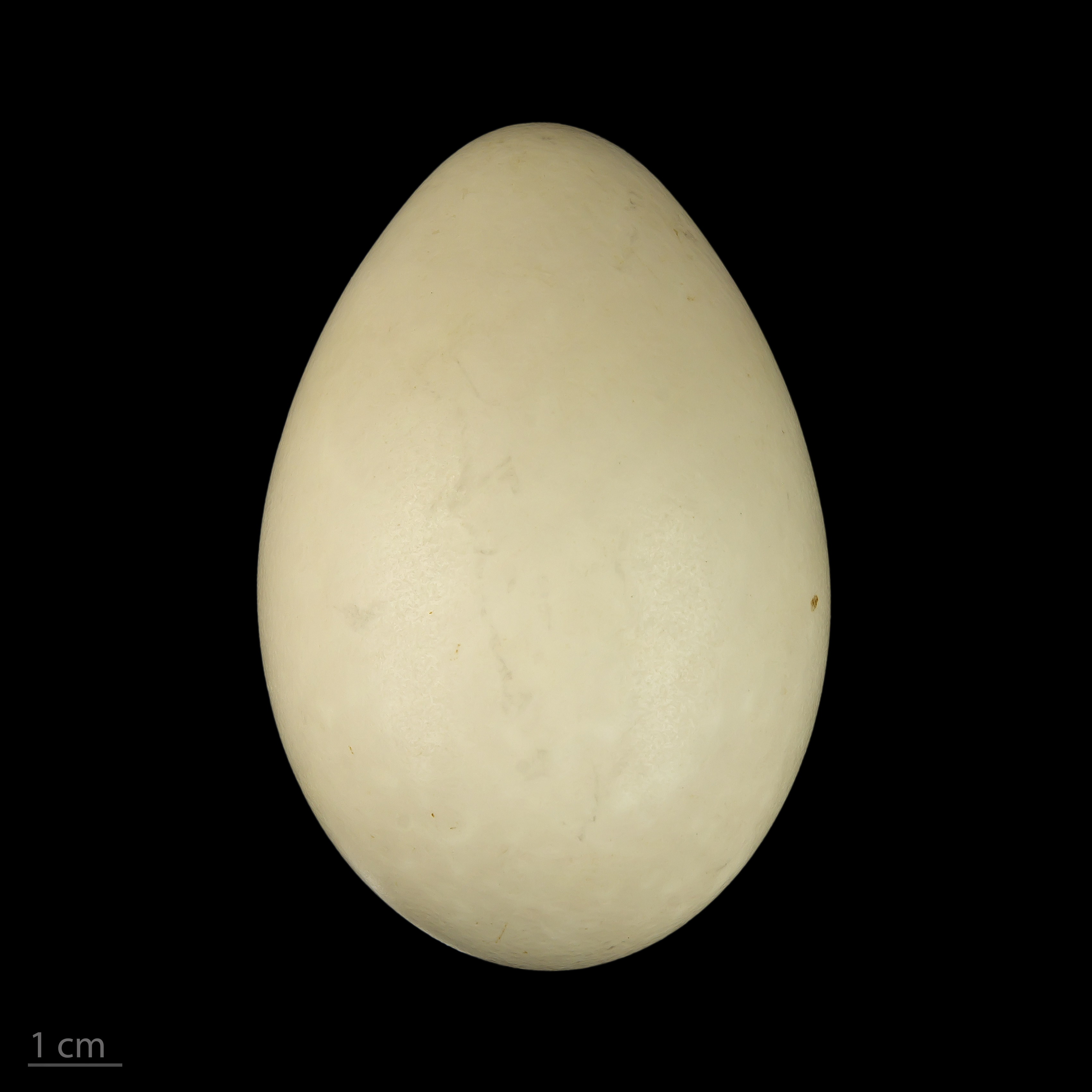
Tachyeres brachypterus

A falklandi gőzhajóréce (Tachyeres brachypterus) a lúdalakúak (Anseriformes) rendjébe, ezen belül a récefélék (Anatidae) családjába tartozó faj.
Nevét onnan kapta, hogy amikor víz felszínén fut, szárnyaival csapkodja a vizet, olyan látványt és hanghatást kelt, mint a  lapátkerekes gőzhajók. A vízfelszínen nagy sebességre képes.

## Előfordulása
Az Atlanti-óceán sziklás partvidékein fordul elő. Csak a Falkland-szigeteken él.
A falklandi ökörszem (Troglodytes cobbi) mellett ez a másik, csak a szigeteken előforduló madárfaj.
Nagyon rövid szárnyai alkalmatlanok a repülésre. Erre utal latin neve is (brachy rövidet, pteron szárnyat jelent).

## Megjelenése
Sötétszürke tollazata van, egy fehér vonallal a szeme körül.